# Teczka Ipcress
Teczka Ipcress (ang. The Ipcress File) – brytyjski film szpiegowski z 1965 w reżyserii Sidneya J. Furiego, oparty na powieści Lena Deightona pod tym samym tytułem.
Obraz otrzymał trzy nagrody BAFTA (1966). Znalazł się też na liście British Film Institute z 1999 roku wśród 100 najlepszych brytyjskich filmów.
Teczka Ipcress to pierwszy z pięciu filmów o przygodach Harry’ego Palmera, w którego wcielił się Michael Caine. Następne to: Pogrzeb w Berlinie (Funeral in Berlin, 1966), Mózg za miliard dolarów (Billion Dollar Brain, 1967), Czerwona zagłada (Bullet to Beijing, 1995) i Rosyjski łącznik (Midnight in Saint Petersburg, 1996).
Producentem trzech pierwszych był Harry Saltzman (1915–1994), współproducent wielu filmów o Bondzie.

## Fabuła
Akcja toczy się w Londynie. Jeden ze znanych naukowców został porwany. Brytyjski wywiad wysyła swojego agenta Harry’ego Palmera (Michael Caine) do zbadania okoliczności. Zostaje on oddelegowany do sekcji odpowiedzialnej za śledztwo w tej sprawie.

## Obsada
- Michael Caine jako Harry Palmer
- Guy Doleman jako Colonel Ross
- Nigel Green jako major Dalby
- Sue Lloyd jako Jean Courtney
- Gordon Jackson jako Carswell